# Хаифа (округ)
Округ Хаифа (хебр. מחוז הצפון и арап. اللواء الشمالي) је један од шест округа у Израелу. Налази се на северозападном делу државе на обали Средоземља и захвата површину од 864 км². У њему живи приближно 860.000 становника. Највећи и главни град је Хаифа.